# Can Ribot (Casavells)
Can Ribot és un edifici de Corçà (Baix Empordà) situat als afores del poble de Casavells, al nord-est, prop de la carretera de Figueres. Està inclòs a l'Inventari del Patrimoni Arquitectònic de Catalunya.

## Descripció
La casa és de planta rectangular i formada per tres nivells (planta baixa i dos pisos) en que la seva estructura portant està construïda amb pedra i morter de calç. La coberta a dues aigües cap a les façanes més llargues, i està feta amb teula àrab.

## Història
Amb posterioritat es va restaurar la casa, i es van canviar les finestres fetes amb pedra, per les actuals de totxo. Al mateix temps es va obrir una important galeria al a segona planta, en la façana principal, també feta amb totxo.